# 코트랜드 미드
코트랜드 미드(Courtland Mead, 1987년 4월 19일 ~ )는 미국의 영화배우, 텔레비전 배우, 성우이다.
미션비에호에서 태어났다.

## 영화
- 방학 대소동 - 여름방학 구출작전 (2001년)
- 고 (1999년)
- 샤이닝 (1997년)
- 헬레이저 4 브러드라인 (1996년)
- 톰과 허크 (1995년)
- 꼬마 돼지 베이브 (1995년)
- 터치드 바이 언 엔젤 (1994년)
- 여자의 용기 (1994년)
- 결혼의 끝 (1994년)
- 쥬라기 월드 (1994년)
- 꾸러기 클럽 (1994년)
- 레이크 컨시퀀스: 위험한 관계 (1993년) - 크리스토퍼 역
- 온리 유 (1992년)
- 더 영 앤 더 레스트리스 (1973년)